# Ancylolomia carcinella
Ancylolomia carcinella là một loài bướm đêm trong họ Crambidae.